# Kasanova
Kasanova es una película de comedia romántica nigeriana de 2019 dirigida por Oluseyi Asurf y producida por Eddy Young con Faith Ojo como productora ejecutiva. Fue rodada principalmente en Lagos, Nigeria. Está protagonizada por Wale Ojo, Iretiola Doyle y Toyin Abraham. La película se estrenó en el Filmhouse Cinema el 11 de septiembre de 2019 y en cines dos días después. Se convirtió en un éxito de taquilla, siendo la película nigeriana más taquillera en septiembre de 2019.

## Sinopsis
Femi (Wale Ojo) es un padre soltero enamorado de Jessica (Iri Doyle), también madre soltera y profesora de música del hijo de Femi, Jason (Alvin Abayomi).

## Elenco
- Wale Ojo como Femi
- Iretiola Doyle como Jessica
- Alvin Abayomi como Jason, el hijo de Femi
- Toyin Abraham como Bisola
- Ruby Akubueze como Ini
- Chinezie Imo como amiga
- Ayo Makun como conferenciante
- Binta Ayo Mogaji como Mama
- Helen Paul como conferenciante
- Tomiwa Tegbe como amigo

## Taquilla
Recaudó ₦ 4,9 millones en el primer fin de semana y una suma de ₦ 7,9 millones en la primera semana de estreno.